# اولدنبورشتل
اولدنبورشتل (به آلمانی: Oldenborstel) یک شهر در آلمان است که در اشتاینبورگ واقع شده‌است. اولدنبورشتل ۱۲۶ نفر جمعیت دارد.